# Dark web

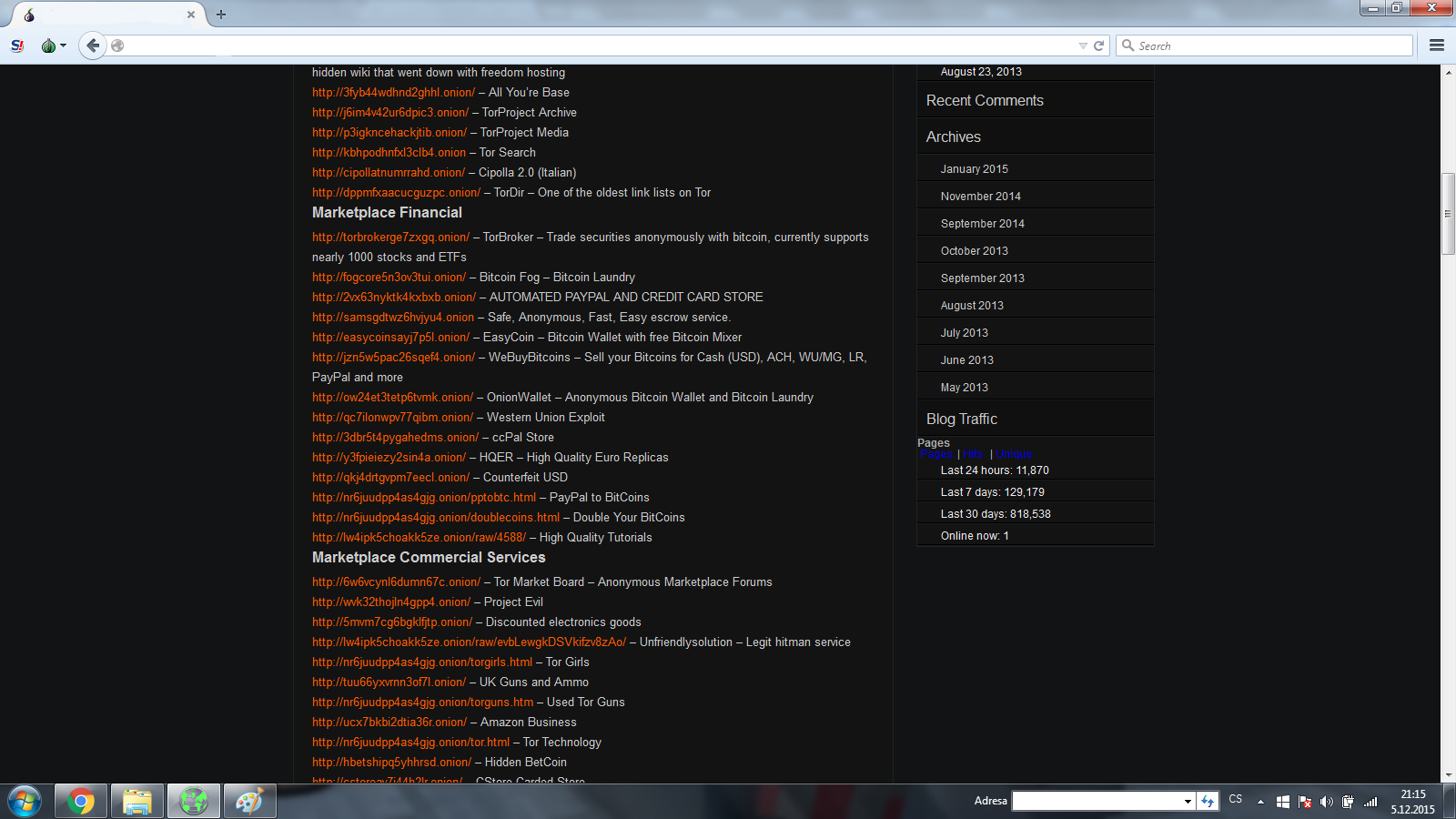
Forum al internetului întunecat

Dark web (Webul întunecat) este conținutul  World Wide Web care există pe rețelele darknet,  rețele care se suprapun peste Internetul public, dar care necesită software specific, anumite configurații sau o autorizație de acces.  Dark webul nu este indexat de motoarele de căutare, cu toate că foarte des termenul "deep web" este folosit greșit pentru a face referire la Dark Web.
Dark webul nu a fost niciodată menit să se întâmple, astfel inițial Dark Web-ul a fost înființat pentru a ajuta corporațiile să își păstreze confidențiale informațiile. Ulterior, acesta a ajuns faimosul Internet Ascuns (Dark Web) privit ca partea cea mai rea a internetului. Numele fiind semnificativ „dark” suprimând riscurile la care ne expunem în momentul accesării serverelor. Riscuri precum: atacurile cibernetice, marketingul de droguri, furtul de informații sau diversele informații macabre legate de diverse subiecte teroriste sau conspirații.
Dark webul, deși a fost menit să fie criptat și greu de pătruns, de-a lungul anilor oamenii și-au găsit calea de a trece de aceste obstacole prin diverse tipuri de software ce făceau totul mai ușor. Cele mai faimoase sunt Tor și I2P, deloc greu de instalat și aplicat ca o extensie a Chrome-ului, Firefoxului sau oricărui browser, oferă atât permisiunea de a accesa site-urile, dar și un oarecare anonimat. Cu toate că majoritatea rețelelor ce cuprind Internetul Ascuns sunt rețele cu anonimat, furtul de informații sau riscul expunerii prea mari a utilizatorului nu sunt riscuri complet eliminate.

## Piața neagră
Capacitatea browserului din cadrul darknetului este unul variat cu posibilitatea găsirii unora dintre cele mai nebănuite și nevăzute lucruri. Astfel, pe lângă curiozitatea de a le vedea, poți ajunge să le și cumperi cu ajutorul Black Market. Datorită cunoscutei Piețe Negre, se pot achiziționa de la arme, droguri la produse mai controversate precum traficul de organe sau pornografia infantilă.
Totodată, aceasta „piață” nu poate fi găsită așa ușor deoarece în afară de nevoia unei extensii precum Tor, este nevoie de un Uniform Resource Locator (URL), care trebuie să fie specificat exact pentru a ajunge pe site-uri. De asemenea, localizarea acestor adrese URL va fi dificilă pentru că nu vor arăta ca adresele obișnuite de pe Clear Web, având numele site-ului în adresă, cele de pe dark web vor avea diverse coduri pentru a păstra siguranța și anonimatul administratorului.

## Securitate
Software-ul de tip Tor sau I2P conțin rețele anonime ce ar trebui să îți asigure ascunderea identității, dar din păcate din ce în ce mai mulți oameni trec de aceste obstacole, iar datele tale devin prada hackerilor.

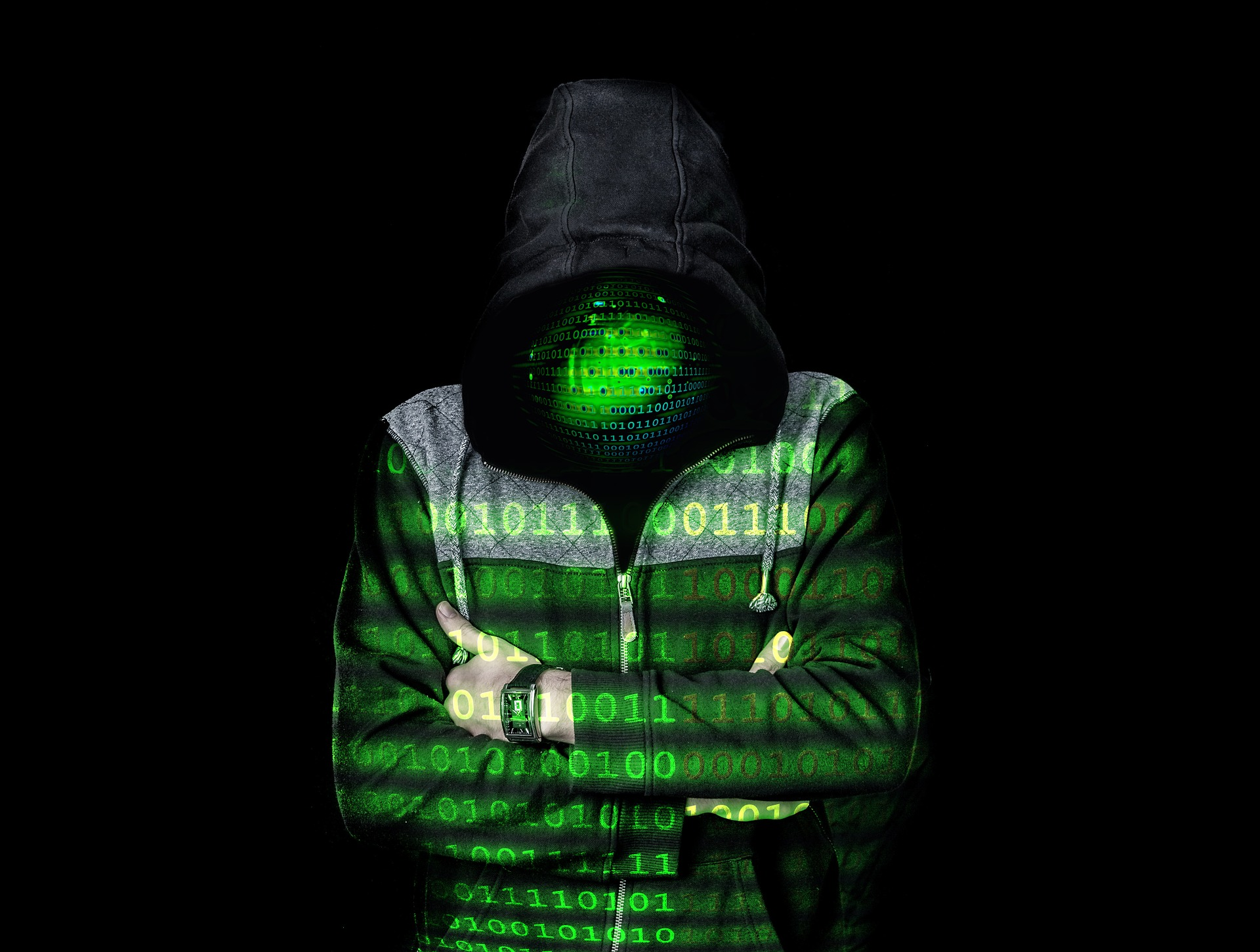
Imagine ce reprezintă internetul întunecat. Și mai arată felul cum că acolo nu există identitate și felul cum că e teritoriu necunoscut.

Nu e nicio surpriză faptul că în momentul în care accesezi și cumperi ceva online vânzătorul să îți afle datele pentru a-ți trimite “pachetul” sau informația pe care dorești să o afli însă spre deosebire de site-urile obișnuite, dark web folosește crypto marketingul, cea mai întâlnită plată fiind cea cu Bitcoin. Cumpărăturile se fac într-un mod mai neconvențional întrucât cumpărătorii vor intra pe un forum al Dark Net-ului, unul non-public, unde vor publica curiozități, întrebări sau lucruri materiale de care au nevoie, urmând ca vânzătorul să îi ofere informația sau “produsul” contra cost. Aceste forum-uri sunt strict destinate cumpărătorilor, dar nu promit siguranța ta sau a anonimatului tău. Astfel, în momentul în care ai intrat în contact cu vânzătorul tău și până la finalul discuției tu ești expus cu totul unor hackeri ce pot afla totul despre tine cu doar câteva clicuri.
Cazurile furturilor de identitate nu sperie sau împiedica oameni să viziteze site-urile și să răspândească numele. Vânzările site-urilor ajungând de la 50.000 de dolari în ani 2011-2015 la peste 170 milioane de dolari în 2016.
De-a lungul anilor FBI-ul a găsit și închis diverse tipuri de vânzări și acțiuni ilegale ale dark webului, dar nu au reușit să le decripteze pe toate, astfel 38 de magazine ilegale cunoscute sunt încă active, iar altele continuă să apără în fiecare zi.

## Diferențele dintre dark web și deep web

Internetul adânc vs. internetul limpede

Cu toate că dark webul și deep webul sunt două lucruri total diferite, asemănarea numelui face ca oameni să confunde sau să aibă impresia că sunt aceleași lucruri. Acest fapt este complet neadevărat, astfel dark webul conține majoritatea lucrurilor rele și controversate ale World Wide Web-ului, iar deep webul este suprafața ce cuprinde toate informațiile ce nu pot fi prezente pe motoarele de căutare a clear webului. Deep webul este asemănător clear webului, diferența fiind faptul că pe clear web vom găsi doar informații pe care indexul World Wide Web-ului le permite, iar deep webul conține restul de informații cu un impact și o diversitate macabră mai mare pe care indexul le cenzurează. Una dintre cele mai cunoscute părți ale deep web-ului fiind dark webul. Altfel spus, dark web-ul este doar o parte a ceea ce cuprinde interfața Deep Web-ului, care la rândul lui face parte din rețeaua darknet.
Dark web-ul și deep web-ul pot avea similarități precum nevoia unui software specific pentru accesarea și păstrarea anonimatului în momentul vizitării site-urilor. Totuși, pericolul este unul diferit între cele două, Deep Web-ul are o rată de pericol mai scăzută comparativ cu Dark Web-ul ce este văzut ca fiind cel mai periculos loc de pe internet.

## Veziși
- Rețea privată virtuală
- Dark Net (serial TV)
- Deep Web
- Darknet